# Kitayama Eiga Seisakujo
Kitayama Eiga Seisakujo (studio Kitayama) fut le premier véritable studio d'animation au Japon. Il fut créé par Seitarō Kitayama en 1921,,.

## Filmographie
- Kiatsu to Mizuage Ponpu (Pression atmosphérique et pompes d'aspiration) (1921)
- Shokubutsu Seiri: Seishoku no Maki (Physiologie végétale : histoire de la reproduction) (1922)
- Usagi to Kame (Le Lapin et la Tortue) (1924)

## Voir
- Histoire des anime